# Hōryū-ji
Hōryū-ji (法隆寺?) è un complesso templare buddista della città di Ikaruga-no-Sato, vicino a Nara, in Giappone.
Gli edifici più antichi (il kondō, la pagoda a 5 piani e la porta centrale) risalgono al periodo Asuka e sono considerati le più antiche costruzioni in legno esistenti al mondo.
Il tempio è uno dei più importanti centri del buddhismo di scuola Hossō in Giappone.

## Storia del tempio
Secondo i testi antichi, l'imperatore Yōmei, molto malato, fece il voto di erigere un tempio, in cui avrebbe fatto mettere una statua di Buddha, per ottenere la guarigione. Avviò quindi l'edificazione del tempio nel 587, ma poco dopo morì, senza aver potuto compiere il proprio voto; l'imperatrice Suiko ed il suo reggente, il principe Shōtoku, nel 607 completarono la costruzione del complesso templare chiamato Ikaruga (dal nome del luogo ove sorgeva) o Hōryū-ji (letteralmente «Tempio della Legge Fiorente»), secondo le intenzioni dell'imperatore.
Seppure un grave incendio, nel 670, avrebbe distrutto gran parte degli edifici, il complesso templare può vantare 14 secoli di ininterrotta osservanza della tradizione.
Sono sopravvissuti nella forma originaria del periodo Asuka la pagoda a 5 piani avente funzione di reliquiario, il Kondo o "sala d'oro" che sorge a fianco della pagoda, il portale interno meridionale e una parte del corridoio che circoscrive il recinto interno.
La ricostruzione di quanto distrutto dall'incendio fu completata nel 711 con l'installazione dei due niō a guardia dell'ingresso al tempio.
Nel 1993, è stato il primo sito giapponese ad essere riconosciuto patrimonio mondiale dell'umanità.

## Oggetti d'arte
Il tempio contiene un gran numero di oggetti di grande valore, affreschi, statue e altri oggetti d'arte che rivelano influenze cinesi, coreane e indiane.
Uno dei più importanti tesori conservati nel tempio è una triade di Shaka (il Buddha storico) con due bodhisattva ai fianchi posti centralmente nella "Sala d'oro" sotto un grande baldacchino dorato e traforato. Sempre nella medesima sala è posto lo Yakushi, statua in bronzo dorato la cui fusione sembra risalga al 607.
Un'altra opera presente nel tempio, ed esposta solo occasionalmente, è la statua lignea del Kan'non del Baekje, raffigurante la divinità buddista Kan'non.